# Zubří (Žďár nad Sázavou-i járás)
Zubří település Csehországban, a Žďár nad Sázavou-i járásban. Zubří Nové Město na Moravě, Věcov és Lísek településekkel határos. Lakosainak száma 534 fő (2024. január 1.).

## Népesség
A település lakosságának változását az alábbi diagram mutatja:
| Lakosok száma | 485  | 498  | 471  | 340  | 349  | 356  | 478  | 498  | 526  | 534  |
|               | 1869 | 1890 | 1921 | 1950 | 1980 | 2001 | 2017 | 2019 | 2022 | 2024 |